# Lettre de transport aérien
Pour les articles homonymes, voir LTA et AWB.

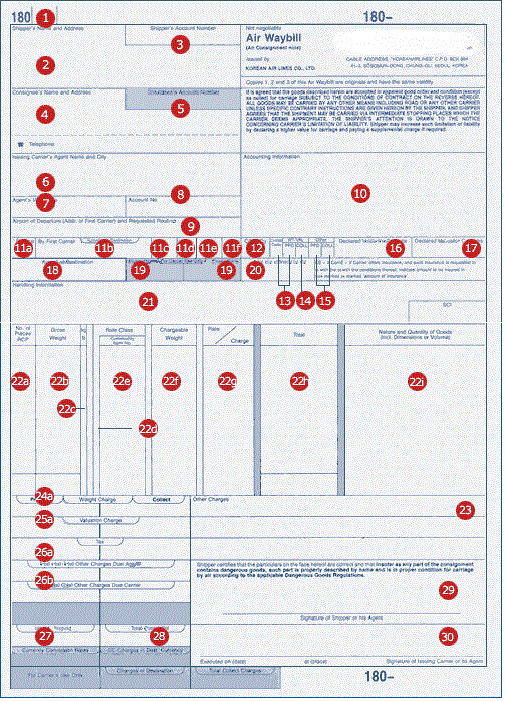
Un exemplaire de lettre de transport.

Une lettre de transport aérien est un document de transport de marchandises constituant le contrat de transport. Fréquemment abrégée en LTA, elle est désignée en anglais par AWB (pour Air Way Bill). Le format du document est normalisé par le Cargo Services Conference (CSC) de l'Association internationale du transport aérien (IATA).
L’exportateur est responsable des énonciations qui sont portées sur la LTA. La LTA est signée par la compagnie aérienne puis remise au chargeur avant l’embarquement effectif de la marchandise. C’est donc concrètement le "billet" de transport de la marchandise.